# أوليفر ستانغ
أوليفر ستانغ (بالألمانية: Oliver Stang)‏ هو لاعب كرة قدم ألماني في مركز الدفاع، ولد في 26 يونيو 1988 في باد بيرغتسابرن في ألمانيا. لعب مع بوروسيا مونشنغلادباخ ونادي أوسنابروك.

## وصلات خارجية
- أوليفر ستانغ على موقع قاعدة بيانات كرة القدم.إي يو (الإنجليزية)
- أوليفر ستانغ على موقع بيانات كرة القدم. دي إي (الألمانية)
- أوليفر ستانغ على موقع عالم كرة القدم.نت (الإنجليزية)